# Saguenay–Saint Lawrence marinpark
Saguenay–Saint Lawrence marinpark är en marin nationalpark i den kanadensiska provinsen Québec. Marinparken ligger där Saguenayflodens mäktiga fjord möter Saint Lawrencefloden.
Det var den första av Kanadas nationalparker i Québec som avsattes för att skydda en marin miljö. Många valar, bland annat en stor flock vitval, dras till området på grund av den rikliga tillgång på föda som vattnen ger.
Årligen besöker många ekoturister vattnen via byn Tadoussac, som ligger vid Saguenays mynning, för att bedriva valskådning.